# Camille Thompson
Camille Marie Thompson (Salmon Arm, 13 agosto 1971) è un'ex cestista canadese.

## Carriera
Con il Canada ha disputato i Giochi olimpici di Atlanta 1996, i Campionati mondiali del 1994 e due edizioni dei Campionati americani (1993, 1995).